# 悪戯シリーズ
悪戯シリーズ（いたずらシリーズ）とは、インターハートから発売されたアダルトゲームのシリーズである。本項では、サブブランドであるREALから発売された作品群についても解説する。

## 歴史
1996年の『いたずら〜悪戯〜』を第一作とする本作は、痴漢を主人公としたアドベンチャーゲームのシリーズであり、作品ごとにゲーム性が異なる。
2008年に発売された『悪戯極〜いたずらリアル〜』では初めて3DCGが導入され、翌年2009年にサブブランドREALから発売された続編『いたずら極悪』でも継続して採用された。以降、REALから発売されている作品群では3DCGが採用されている。また、REALから発売されているシリーズのうち、痴漢以外のものを題材としている作品もあり、たとえば『いたずら家庭教師 〜密室の猥褻指導〜』は盗撮を題材としているほか、『いたずらVR』はヒロインとの交流に重きを置いている。

## 作品一覧
インターハート
- いたずら〜悪戯〜  1996年12月6日発売
- わるっ!! 〜いたずら〜 1997年12月5日発売
- 悪戯 〜常習者達の宴〜　1998年11月27日発売
- 悪っ外伝 〜悪夢のラッシュアワー〜 1999年9月24日発売。『わるっ!! 〜いたずら〜』に新キャラクターを追加した作品。
- 悪戯III 1999年12月10日
- 悪戯王 〜いたずらきんぐ〜 2001年5月11日
- 悪戯4 〜俺達の戦闘車輌〜 2002年11月29日
- 悪戯0 -ZERO-　2005年4月28日
- いたずら極 〜リアル〜 2008年3月28日
- 悪戯麻雀 2008年12月26日
- いたずら 〜僕だけの絶対領域〜  2013年6月28日

REAL
- いたずら極悪 2009年5月29日発売
- イチャずら〜いたずら極悪ファンディスク〜2010年2月26日発売
- いたずら学園 2013年10月25日 発売
- いたずら極悪＆イチャずらCOMPLETE EDITION 2014年5月2日発売
- いたずら狂悪 2015年1月30日発売
- いたずら家庭教師 〜密室の猥褻指導〜 2016年5月27日発売
- いたずらVR 2018年7月27日発売

## 作品概要

### 『いたずら〜悪戯〜』
1996年12月6日に発売されたシリーズ第1作。2002年8月25日にはDVD-PG版が発売された。
あらすじ
主人公・本田勝彦（ほんだかつひこ）は、テレビの深夜番組を通じて、痴漢されることを望む女性の存在を知る。その後、彼は電車の中でOLの徴発を受けて痴漢をしてしまう。
番組の内容が本当であることを知った彼は、痴漢を繰り返していくのであった。

### 『わるっ!! 〜いたずら〜』
1997年12月5日に発売された第2作で、2013年2月28日に発売された『インターハートプレミアムBox Vol.1』にも収録されている。

### 悪戯 〜常習者達の宴〜
1998年11月27日発売。

### 『悪戯III』
1999年12月10日発売。
本作で「お触りシステム」が導入された。

### 『悪戯4 〜俺達の戦闘車輌〜 』
2002年11月29日にDVD-ROM版が、2002年12月13日にはCD-ROM版が発売された。
主人公単独による痴漢の他に、仲間となる痴漢3人を合わせた4人による痴漢行為を楽しむシステムが導入された。
あらすじ
34歳になった本田勝彦は、刑務所から出所し、会社員生活を送る傍ら、おさわりを続けていた。
ある日、彼は電車の中で女性が集団で痴漢に遭っている様子を見かける。インターネット上で情報は得ていたものの、実際の様子を目にした勝彦は、集団による痴漢に興味を抱き、仲間を集めた。

### 『悪戯0 -ZERO-』
勝彦の父・惣一郎を主人公とした物語で、終戦後の日本を舞台としている。
シリーズ集大成という位置づけとなっており、『III』の「お触りシステム」や、『悪戯4』の「集団痴漢システム」が再び導入された。
また、各ヒロインには弱点となる部位、および「快感値」と「嫌悪値」が設定されており、「快感値」を最大にすると痴漢成功となる。
あらすじ
高度経済成長期の日本。痴漢たちは暗い夜道から、衆人環視ながらも警察の眼が届きにくい電車の中へと狩場を変えていた。
その一人である本田 惣一郎は、痴漢撲滅組織やライバルである日向 鷹彦との戦いに明け暮れていた。

### 『悪戯麻雀』
2008年12月26日発売。麻雀の勝敗がすべてを決める世界に迷い込んだ勝彦と美女雀士たちの対決を描いた、脱衣麻雀ゲーム。

### 『悪戯極〜いたずらリアル〜』
2008年3月28日発売。シリーズで初めてポリゴンが導入された。
あらすじ
主人公・高橋俊輔（たかはし　しゅんすけ）は、痴漢に間違われてしまった上、その場に居合わせた3人の女性は彼にとって不利な証言をしたため、仕事を辞めざるを得なくなる。
ある日、その女性を見かけた彼は、彼女たちへの復讐を誓う。

### 『いたずら極悪』
2009年5月29日にREALより発売され、『悪戯極〜いたずらリアル〜』の続編にあたる。痴漢の場所も自宅など、電車以外の場所が用意された。
あらすじ
前作『悪戯極』にて、無責任な証言をした女性たちに、痴漢という形で復讐を果たした主人公・高橋俊輔は警察に御用となり、執行猶予付きの有罪判決を受ける。だが、痴漢の快楽に目覚めてしまった彼は、ほかの痴漢たちとも交流を深め、様々なことを知る。
ある日、彼は鉄道警察に追われていたところを天月 楓 （あまつき かえで）という女性に助けられる。楓は彼の唯一の肉親であった。

#### 『イチャずら～いたずら極悪ファンディスク～』
2010年2月26日に発売された『いたずら極悪』のファンディスクで、2014年5月2日には、本編とのセット品である『いたずら極悪＆イチャずらCOMPLETE EDITION』が発売された。
あらすじ
唯一の肉親である妹・楓との再会の末、主人公・俊輔は痴漢を引退する。ある日彼は自らの痴漢の被害者と再会する。

### 『いたずら学園』
2013年10月25日発売。悪戯シリーズに『かすたむアイドロイドAi』のカスタムシステムを合わせたような内容となっている。
アンドロイドとの交流を楽しむストーリーモードが収録されている。

### 『いたずら狂悪』
2015年1月30日発売。Unityが導入されており、グラフィックの高画質化をはじめとするスペックの向上を実現した。
あらすじ
主人公・田中 佑都（たなか ゆうと）は、ある日の通勤電車の中で、自分のカバンが女子学生の股間に挟まってしまうというハプニングに遭遇する。
驚いて引き抜こうとする度に女子学生の股間が刺激され、結果として痴漢じみたことをしてしまった佑都は不思議な気持ちになる。それを見ていた「痴漢王ビッグ・ジュン」の異名を持つ痴漢常習者は、佑都を痴漢の初心者と勘違いし、痴漢向けの裏サイトのURLが書かれたメモを渡す。
佑都は、裏サイトをみて痴漢に興味を抱き、実行に移した。

### 『いたずら 〜僕だけの絶対領域〜』
2013年6月28日発売。2014年03月28日に発売された『Nuki-Box』にも収録されている。痴漢をテーマとすると同時に、思春期の少年少女の心理や性に対する認識の変化にも重きを置いている。
これに伴い、キャラクター数やルートの分岐も控えめとなっている。
あらすじ
主人公・新藤 まさるは、同じ通学電車を利用する同級生・早瀬 水緒に片想いをしていたものの、なかなか想いを伝えられずにいた。ある日、通学電車に乗っていたまさるは、目の前にいた女子学生・大野 由香梨に身体をすり寄られ、自らもその女子学生の尻に服越しで陰茎を押し付けてしまう。その女子生徒が抵抗するそぶりを見せなかったこともあり、まさるは痴漢の愉しみを覚えてしまう。その後「フィンガークラブ（FC）」という痴漢集団の存在を知った彼は、その集団に入会する。

### いたずら家庭教師 〜密室の猥褻指導〜
2016年5月27日発売。シリーズで初めて「盗撮」をテーマにしたほか、ブランドとしては初めてハーレムHシーンが導入された。
あらすじ
大学の教育学部で学業に励む主人公・坂本 康児は、結城 希という少女の家庭教師のアルバイトをしていたものの、教え子の反抗的な態度に悩んでいた。ある日、康児のもとに、DVDの入った封筒が届く。そのDVDには希の部屋が映し出されており、後日彼女の部屋を探してみると、隠しカメラが見つかった。当初、康児は誰が何の目的で仕掛けたのかを考えていたが、やがて彼女の弱みを握って自分の言いなりにさせようと考える。

### いたずらVR
2018年7月27日発売。シリーズ初となるVR対応作品であり、プレイヤーは従妹の現御 泪（うつつみ るい）との交流を楽しむ内容となっている。なお、一部機能は制限されるものの、ヘッドマウントディスプレイがなくてもプレイ可能である。

## 登場人物
『わるっ!! 〜いたずら〜』および『悪っ外伝 〜悪夢のラッシュアワー〜』を初出とするキャラクターについては『悪っ外伝 〜悪夢のラッシュアワー〜』を参照。

### 『いたずら〜悪戯〜』を初出とする登場人物
本田 勝彦
『いたずら〜悪戯〜』から『悪戯III』および『悪戯4』、『悪戯麻雀』の主人公。
一条 紀美華
令嬢。『悪戯III』にも登場する。
相原 恵
『わるっ!!』にも隠しキャラクターとして登場している。

### 『悪戯王 〜いたずらきんぐ〜』
小森敢太
悪戯の技「北手駿掌(ほっとするっしょ)」の正規伝承者。
歌川・マリアン・光
コンパニオン。
高嶺沢華世
大人の色香漂うキャビンアテンダント。
春風優香
看護師。
夏木小鳥
アナウンサー。笑顔に評判があるが、実際は腹黒い人物。
永島美麗
デパートの従業員。
松下果林
大企業の受付嬢。
更田智
事務員。
夢村小夏
ミッションスクールの女子生徒。5年前の事故で失明した際、敢太の姿を見ていた。再会した敢太の誠実さに惹かれる。
寺野美衣
敢太の幼馴染である女子大生。怒ると恐竜のように怖いことから、「ティラノ」というあだ名がつけられている。
雨岬　鮎
美衣の友人。

### 『悪戯0 -ZERO-』を初出とする登場人物
本田 惣一郎
勝彦の父で、『悪戯0 -ZERO-』の主人公。
室伏 由梨（むろふし ゆり）
声：一色ヒカル
風俗嬢。
若葉（わかば） あやめ
声：AYA
由梨の妹分であるS嬢。がさつな性格をしている。
服部 郁恵（はっとり いくえ）
声：風音
OL。
大鐘 五十鈴（おおがね いすず）
声：芹園みや
上京してきた学生。
吉永（よしなが） すみれ
声：児玉さとみ
保健医。かわいい男の子が好き。
一条 香澄（いちじょう かすみ）
声：星野みく
財閥の令嬢。のちに『わるっ!!』の緋美子や『悪戯 III』の紀美華の母親となる。
日向 鷹彦
惣一郎のライバルである痴漢。

### 『悪戯4 〜俺達の戦闘車輌〜 』を初出とするキャラクター
安藤マリ子
声：マルコ
藤堂 香織
声：如月美琴
北条菜々子
声：Yuki-Lin

### 『悪戯極〜いたずらリアル〜』および『いたずら極悪』の登場人物
高橋 俊輔（たかはし　しゅんすけ）
『悪戯極』および『いたずら極悪』の主人公。
『イチャずら』では、楓との生活を楽しんでいる。
飯塚 美絵理（いいずか　みえり）
声：広森なずな
『悪戯極』より登場。鉄道マンの一人娘であるOL。
西村 明日美（にしむら　あすみ）
声：萌原ぷりん
『悪戯極』より登場。明るく元気だが少々生意気なところのある女子学生。
栗原 光 （くりはら ひかる）
声：小日向なつ
『悪戯極』より登場。
小野寺 柚 （おのでら ゆず）
声：金松由花
俊輔が最初に逮捕されるきっかけとなった少女。内気な性格で、学校ではいじめに遭っており、通勤電車の中では痴漢に遭っている。
天月 楓 （あまつき かえで）
声：草柳順子
『いたずら極悪』より登場。俊輔の妹。
宮本 日向 （みやもと ひなた）
声：朝倉奏美
『いたずら極悪』より登場。ボーイッシュな少女。『いたずら極悪』では、痴漢してきた俊輔に一目ぼれする。
国枝 智 （くにえだ とも）　
声：羽高なる
『いたずら極悪』より登場。学園でも副生徒会長を務めるほどの品行方正な人物。また、男性を嫌っており、特に性犯罪者に対しては容赦しない。自らに痴漢してきた俊輔の過去を知る。その後、痴漢の被害に遭いそうになるも、痴漢を引退した俊輔に助けられる。

### 『いたずら 〜僕だけの絶対領域〜』
新藤 まさる
『いたずら 〜僕だけの絶対領域〜』の主人公。
早瀬 水緒
声：落合周
まさるの同級生で、もともとまさるとの交流はなかった。痴漢の愉しみに目覚めたまさるのターゲットにされ恐怖と快感を覚えてしまう。
大野 由香梨
声：柚木サチ
お嬢様学園の生徒で、同じ通勤電車に乗っていたまさるにすり寄ってきた。もともとまじめな性格で痴漢を許すことはなかったが、友人から体験談を聞いて痴漢をされることに興味を覚える。

### 『いたずら狂悪』の登場人物
田中 佑都（たなか ゆうと）
『いたずら狂悪』の主人公。満員電車と退屈な日常に不満を抱いていた会社員。
痴漢王ビッグ・ジュン
声：植木亨
佑都に裏サイトのURLの書かれたメモを渡した痴漢常習者。
古桶 勝（ふるおけ まさる）
声：立花十四朗
小さな会社の役員をしている中年男性。若者を見下す傾向にある。
写田 真（うつだ まこと）
声：氷室省吾
カメラ小僧。
杜若 棗（かきつばた なつめ）
声：渋谷ひめ
校則の厳しい進学校・宝月学園の2年生。まじめで厳格だが、高飛車で見栄っ張り。
瀬織 舞（せおり まい）
声：八ッ橋きなこ
日山学園の2年生。明るく元気な性格で友人も多い。ひょんなことからアイドル候補生になってしまい、大勢を前にして恥ずかしがってしまう。また、追っかけにも悩んでいる。
鈴谷 環（すずたに たまき）
声：美月華恋
普寺学園に通う、メガネ少女。自分に自信がなく、友人が少ない。自らを地味だと思い込んでおり、ぽっちゃりした体形に悩んでいた。
天宮城 蕾（うぶしろ つぼみ）
声：妃咲みぁ
皇華女学院の1年生。感情の起伏に乏しく、人形のようだという評判を得ている。

### 『いたずら家庭教師 〜密室の猥褻指導〜』の登場人物
坂本 康児（さかもと こうじ）
『いたずら家庭教師』の主人公。
結城 希（ゆうき のぞみ）
声：ありかわ真奈。
康児の教え子。もともと家庭教師自体を雇うことに反対しており、康児に対しても反抗的に接する。
結城 雛（ゆうき ひな）
声：もな
希の妹。
結城 皐（ゆうき さつき）
声：君島りさ
結城姉妹の母。

## OVA
『悪戯～いたずら～ The Animation』はミューズから発売されたアダルトアニメである。
第1巻となる一両目が2005年4月8日に、第2巻目となる二両目が2005年7月8日に発売されたほか、これらを一つにまとめたアルティメットエディションが2007年11月9日に発売された。
一両目は主人公・勝彦と 「箱師の銀ちゃん」の異名を持つ凄腕の痴漢・銀司との出会いを描いている一方、二両目は勝彦と痴漢退治屋・さやかの対決を描いている。

### 登場人物

#### 主要人物
勝彦
声：浅野要二
主人公。痴漢に関しては他者を圧倒するほどの実力を誇る。
容姿も悪くはなく好漢児を演じる場面もあるが性癖については歪んだ一面をもつ。他人が女性に対して暴行することは激しく憎悪するなど人並の正義感をもつ一方、自分や自分の認めた仲間が女性に暴行する場合には喜々として倒錯的なプレイに興じるなど独占欲の塊でもある。
優美
茶髪の美少女。アニメ冒頭で勝彦に最初に痴漢されるが、コンビニで再び遭遇した勝彦にも何の疑いも抱かず善意の人と信じるほど清楚な女性。
勝彦によって絶頂をもたらされた快楽が忘れられず勝彦を求めていたが、運悪く電車内で勝彦とは無関係の集団に暴行されてしまい精神崩壊してしまう。その後は勝彦の性欲のためより過激な行動をとるようになる。
さやか
痴漢の退治にいそしむ女性で、勝彦を要注意人物として警戒している。
痴漢を行う者は許さず実力行使で制圧も辞さないなど堅物な反面、下着などは意外に派手でありトイレに行ける時に行かないなどうっかりしている部分もある。勝彦とは尿意を催しているという最悪のタイミングで遭遇してしまい、少しでも動けばおしっこがもれてしまうという事情により勝彦が自由に体を触るのを許してしまう。姿勢の変更や股間を抑えるなどで尿意を耐え続けたが、不意に訪れた凄まじい尿意に勝彦のテクニックが加わったことで我慢の限界に達してしまう。そのまま電車内で失禁してしまい、大勢の人間に見られる中で失禁させられるという恥辱に涙を流す。
公衆の面前でのおもらしという屈辱を味わってからは勝彦を敵視していたが、彼が優美を助ける様子を見て優しさを感じ、彼と接触する。快楽を求める優美の暴走をとめるよう彼に説得を試みて失敗し、かつて自分が制裁を加えた銀司の集団に報復されてしまうが、それでも屈せず勝彦を追い続けることを宣言した。
『悪っ外伝 〜悪夢のラッシュアワー〜』に登場する篠宮さやかと非常によく似た容姿をしているが関連は不明。
銀司
「箱師の銀ちゃん」の異名をもつ痴漢。自身の集団を率いて日々電車に乗り込んでいる。自分以上の実力をもつ勝彦に興味をもち、仲間とすることに成功する。

#### その他
亜紀
ボーイッシュな雰囲気の女性。勝彦たちによる快楽を味わって以来、露出の高い恰好で電車内を歩き回る行為を繰り返している。
英恵
パチスロ店にいたショートカットのOL。露出度の高い恰好が特徴。
電車内にて銀司による快楽に耐えていたが、銀司があきらめたと油断した瞬間にそれまで以上の快楽を加えられてしまい絶頂させられる。この銀司の実力をみた勝彦は銀司たちと組むことを決意した。
美絵子
声：佐久間紅美
報道番組のアナウンサー。番組内で同僚から痴漢の話題を振られることに嫌悪感を示していたが、実際は痴漢に襲われることを望んでおり、露出度の高い恰好で日々電車に乗っていることで知られている。これにより勝彦たちにより快楽を味わわされることになった。

### スタッフ
- 原作：インターハート
- プロデュース：よしもときんじ
- 監督・絵コンテ：金澤勝眞
- キャラクターデザイン・作画監督：飯島弘也
- 制作：フォルテス、アームス
- アニメーション制作：スタジオ9MAiami
- 製作：悪戯製作委員会

## 関連商品
- インターハート　メールコレクションVOL.1

2001年2月2日に発売された電子メールソフト。メールを送信すると本田が外出し、外出先で痴漢をはたらくという仕組みである。